# Trzynaście ćwiczeń europejskich
Trzynaście ćwiczeń europejskich – książka Jacka Bocheńskiego, na którą składają się teksty publicystyczno-reportażowe z lat 1988-2004, wydana w 2005 roku nakładem wydawnictwa Świat Książki. Niektóre krótsze teksty o charakterze refleksyjnym były wygłaszane przez autora w różnych krajach Europy w latach 1988-2004.

## Opis treści
Tematy tekstów zostały Bocheńskiemu ''zadane przez innych ludzi'' albo narzucone przez wypadki. Bocheński nazywa je ćwiczeniami europejskimi. Pierwszym ćwiczeniem jest przemówienie z maja 1988 roku na międzynarodowej konferencji Sen o Europie w Berlinie Zachodnim, zorganizowanej przez tamtejszych pisarzy jeszcze w warunkach podziału na blok wschodni i zachodni. Innym ćwiczeniem europejskim jest relacja z wojny w byłej Jugosławii, gdzie Bocheński był i opowiada o wypadkach jako naoczny świadek. Kolejny ważny temat: wojna w Czeczenii. Tu autor opisuje wydarzenia, które zna tylko z przekazów telewizyjnych, radiowych, bądź z ust świadków. Końcowym ćwiczeniem jest wejście Polski do Unii Europejskiej. W tym miejscu autor analizuje m.in. co oznacza pojęcie pisarz europejski. Wszystkie te ćwiczenia są pozszywane tzw. nitkami, czyli opowieściami Bocheńskiego o remoncie własnego mieszkania; remont mieszkania jest alegorią polskiej transformacji. W tym wątku pojawiają się autentyczne dialogi między autorem i jego żoną.

## Wydania
- Jacek Bocheński, Trzynaście ćwiczeń europejskich, Świat Książki, Warszawa 2005.